# Freedb
freedb était une base de données comprenant des informations sur les pistes des disques compacts audio. Son contenu était sous licence publique générale GNU. Elle était à l'origine basée sur le contenu de la base désormais commerciale CDDB (Compact Disc DataBase). Au mois de mars 2006, la base de données contenait plus de 1 995 974 CD.
Pour trouver les informations sur un CD par Internet, un logiciel client calculait un identifiant disque unique nommé DiscId et envoyait la demande à la base de données. Celle-ci renvoyait alors au client l'artiste, le titre de l'album, les pistes du CD ainsi que quelques informations complémentaires. 
Le site a annoncé l'arrêt de ces services au 31 mars 2020.

## Motivation
Le logiciel original utilisant CDDB a été sous GNU General Public License, beaucoup de personnes ont alors envoyé des informations sur des CD, pensant que ce service resterait libre. La licence a changé, plus tard. Cependant, certains programmeurs se sont plaints que la nouvelle licence comprenait certains termes qui les menaçaient d'une telle manière qu'ils ne pouvaient pas les accepter : si l'un décidait d'accéder à CDDB, un autre ne pouvait pas accéder aux autres bases du même genre (comme freedb), et chaque programme qui utilisait la base de CDDB devait montrer le logo CDDB durant la recherche d'informations.
Au mois de mars 2001, CDDB, maintenant appelé Gracenote, a banni l'accès à sa base de données à toutes les applications qui n'étaient pas sous licence. Les nouvelles licences pour CDDB 1 (la version originale de CDDB) ne furent plus disponibles, afin de forcer les programmeurs à passer sur CDDB2 (une nouvelle version incompatible avec CDDB1 et par conséquent freedb).
Le changement de licence a motivé le projet freedb, créé pour rester gratuit et libre.
Une alternative commerciale appelée All Media Guide's LASSO est un service lié à la base de données de AllMusic.
freedb est principalement utilisé par les lecteurs multimédia, les « catalogueurs », les « taggeurs audio »  ainsi que les logiciels d'extraction audio (rip) de CD.
Sur le même modèle que freedb, il existe la base de données MusicBrainz qui vise au même but en améliorant la fiabilité.
En juillet 2020, il reste une alternative aux bases qui ne fonctionnent plus, c'est gnudb.org, dont le fonctionnement est décrit ici : https://gnudb.org/howto.php